# Courménil
Courménil is een plaats en voormalige gemeente in het Franse departement Orne in de regio Normandië en telt 100 inwoners (1999). De plaats maakt deel uit van het arrondissement Argentan.

## Geschiedenis
Courménil is op 1 januari 2017 gefuseerd met de gemeenten Aubry-en-Exmes, Avernes-sous-Exmes, Le Bourg-Saint-Léonard, Chambois, La Cochère, Exmes, Fel, Omméel, Saint-Pierre-la-Rivière, Silly-en-Gouffern, Survie, Urou-et-Crennes en Villebadin tot de gemeente Gouffern en Auge. 

## Geografie
De oppervlakte van Courménil bedraagt 9,7 km², de bevolkingsdichtheid is 10,3 inwoners per km².
De onderstaande kaart toont de ligging van Courménil met de belangrijkste infrastructuur en aangrenzende gemeenten.

## Demografie
Onderstaande figuur toont het verloop van het inwonertal (bron: INSEE-tellingen).
Aubry-en-Exmes · Avernes-sous-Exmes · Le Bourg-Saint-Léonard · Chambois · La Cochère  · Courménil · Exmes · Fel · Omméel · Saint-Pierre-la-Rivière · Silly-en-Gouffern · Survie · Urou-et-Crennes · Villebadin